# سويفت كورنت
سويفت كورنت (بالإنجليزية: Swift Current)‏ هي مدينة صغيرة في جنوب غرب مقاطعة ساسكاتشوان في كندا. تقع على طريق كندا السريع، على بعد 170 كيلومتر (110 ميل) غرب مدينة موسجاو و218 كيلومتر (135 ميل) شرق مدينة ميدسين هات في مقاطعة ألبرتا. بلغ عدد سكان المدينة عام 2009 بنحو 15,048 نسمة.

## المناخ
يظهر الجدول التالي التغييرات المناخية على مدار السنة لسويفت كورنت:
| البيانات المناخية لـسويفت كورنت   | البيانات المناخية لـسويفت كورنت | البيانات المناخية لـسويفت كورنت | البيانات المناخية لـسويفت كورنت | البيانات المناخية لـسويفت كورنت | البيانات المناخية لـسويفت كورنت | البيانات المناخية لـسويفت كورنت | البيانات المناخية لـسويفت كورنت | البيانات المناخية لـسويفت كورنت | البيانات المناخية لـسويفت كورنت | البيانات المناخية لـسويفت كورنت | البيانات المناخية لـسويفت كورنت | البيانات المناخية لـسويفت كورنت | البيانات المناخية لـسويفت كورنت |
| الشهر                             | يناير                           | فبراير                          | مارس                            | أبريل                           | مايو                            | يونيو                           | يوليو                           | أغسطس                           | سبتمبر                          | أكتوبر                          | نوفمبر                          | ديسمبر                          | المعدل السنوي                   |
| --------------------------------- | ------------------------------- | ------------------------------- | ------------------------------- | ------------------------------- | ------------------------------- | ------------------------------- | ------------------------------- | ------------------------------- | ------------------------------- | ------------------------------- | ------------------------------- | ------------------------------- | ------------------------------- |
| الدرجة القصوى °م (°ف)             | 15.0 (59.0)                     | 20.6 (69.1)                     | 22.2 (72.0)                     | 33.8 (92.8)                     | 37.3 (99.1)                     | 40.0 (104.0)                    | 41.7 (107.1)                    | 40.1 (104.2)                    | 36.1 (97.0)                     | 31.7 (89.1)                     | 25.0 (77.0)                     | 20.0 (68.0)                     | 41.7 (107.1)                    |
| متوسط درجة الحرارة الكبرى °م (°ف) | −5.1 (22.8)                     | −3.7 (25.3)                     | 2.7 (36.9)                      | 11.8 (53.2)                     | 17.6 (63.7)                     | 21.7 (71.1)                     | 25.1 (77.2)                     | 24.6 (76.3)                     | 18.1 (64.6)                     | 11.0 (51.8)                     | 1.1 (34.0)                      | −4.4 (24.1)                     | 10.1 (50.2)                     |
| المتوسط اليومي °م (°ف)            | −10.1 (13.8)                    | −8.7 (16.3)                     | −2.5 (27.5)                     | 5.3 (41.5)                      | 10.9 (51.6)                     | 15.3 (59.5)                     | 18.2 (64.8)                     | 17.6 (63.7)                     | 11.5 (52.7)                     | 4.9 (40.8)                      | −3.9 (25.0)                     | −9.3 (15.3)                     | 4.1 (39.4)                      |
| متوسط درجة الحرارة الصغرى °م (°ف) | −15 (5)                         | −13.6 (7.5)                     | −7.7 (18.1)                     | −1.3 (29.7)                     | 4.0 (39.2)                      | 8.9 (48.0)                      | 11.2 (52.2)                     | 10.5 (50.9)                     | 4.9 (40.8)                      | −1.4 (29.5)                     | −8.9 (16.0)                     | −14.2 (6.4)                     | −1.9 (28.6)                     |
| أدنى درجة حرارة °م (°ف)           | −45 (−49)                       | −47.8 (−54.0)                   | −36.1 (−33.0)                   | −28.9 (−20.0)                   | −12.2 (10.0)                    | −3.3 (26.1)                     | 0.6 (33.1)                      | −1.7 (28.9)                     | −13.3 (8.1)                     | −24.2 (−11.6)                   | −35 (−31)                       | −44.4 (−47.9)                   | −47.8 (−54.0)                   |
| الهطول مم (إنش)                   | 16.6 (0.65)                     | 11.8 (0.46)                     | 19.4 (0.76)                     | 19.1 (0.75)                     | 51.2 (2.02)                     | 77.1 (3.04)                     | 60.1 (2.37)                     | 47.4 (1.87)                     | 36.0 (1.42)                     | 18.9 (0.74)                     | 15.8 (0.62)                     | 19.1 (0.75)                     | 392.5 (15.45)                   |
| معدل هطول الأمطار مم (إنش)        | 0.8 (0.03)                      | 0.7 (0.03)                      | 1.8 (0.07)                      | 11.6 (0.46)                     | 45.3 (1.78)                     | 67.9 (2.67)                     | 55.2 (2.17)                     | 43.5 (1.71)                     | 26.6 (1.05)                     | 8.9 (0.35)                      | 1.8 (0.07)                      | 1.2 (0.05)                      | 265.2 (10.44)                   |
| متوسط تساقط الثلوج سم (إنش)       | 17.3 (6.8)                      | 14.6 (5.7)                      | 19.9 (7.8)                      | 12.2 (4.8)                      | 6.6 (2.6)                       | 0.0 (0.0)                       | 0.0 (0.0)                       | 0.0 (0.0)                       | 4.0 (1.6)                       | 8.8 (3.5)                       | 14.4 (5.7)                      | 21.4 (8.4)                      | 119.1 (46.9)                    |
| ساعات سطوع الشمس الشهرية          | 98.4                            | 122.7                           | 166.4                           | 230.1                           | 275.6                           | 299.8                           | 340.4                           | 301.1                           | 202.5                           | 175.6                           | 110.4                           | 83.9                            | 2٬406٫9                         |
| نسبة وصول أشعة الشمس              | 37.1                            | 43.3                            | 45.3                            | 55.7                            | 57.6                            | 61.2                            | 68.9                            | 67.1                            | 53.3                            | 52.6                            | 40.6                            | 33.3                            | 51.3                            |
| المصدر: Environment Canada        |                                 |                                 |                                 |                                 |                                 |                                 |                                 |                                 |                                 |                                 |                                 |                                 |                                 |

## أعلام
- بويد كان
- كينيث أو. إميري
- ريغي كليفلاند
- مارك لامب
- براد وول